# Von Böningh
von Böningh är uradel från Westfalen eller Pommern.

## Historik
Brix Böningh vann 1652 naturalisation på Svenska Riddarhuset men blev inte introducerad innan han dog 1656. En annan gren av ätten adlades i Finland 1839.
År 1838 ansökte Gustav Fredrik Böning, som var handelsombudsman i Reval, om att få sitt adelskap förnyat genom naturalisation och att bli introducerad i Finlands Riddarhus. Trots att hans ansökan först nekades, erkändes han senare som värdig att adlas på grund av sitt finska adliga ursprung och sina meriter. Böning adlades den 3 januari 1839 och blev officiellt introducerad som den adliga ätten nummer 205 under namnet von Böningh den 8 maj 1840. 
Ätten von Böningh utslocknade den 11 maj 1891 när Gustav Fredrik Bönings son, kollegierådet Reinhold Brix von Böningh, avled.

## Medlemmar

### von Böningh
- Gustav Fredrik (von) Böningh (1790–1866), adelsman, konsul, en av de tidigaste aktivisterna för förbindelserna mellan Finland och Estland.
- Reinhold Brix von Böningh (1818–1891) adelsman, kollegial rådgivare.[3][4]
- Reinhold Johan Böning (1753–1821), kristen författare och krigare.
- Gotthard Georg von Böning (1687-1742), fänrik vid Nylands infanteriregemente.[5]